# Podnebí Spojených států amerických

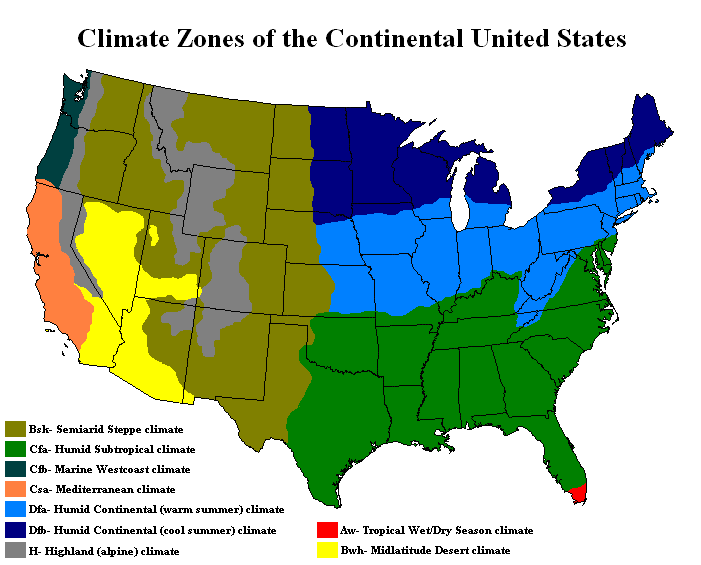
Klimatické zóny USA.

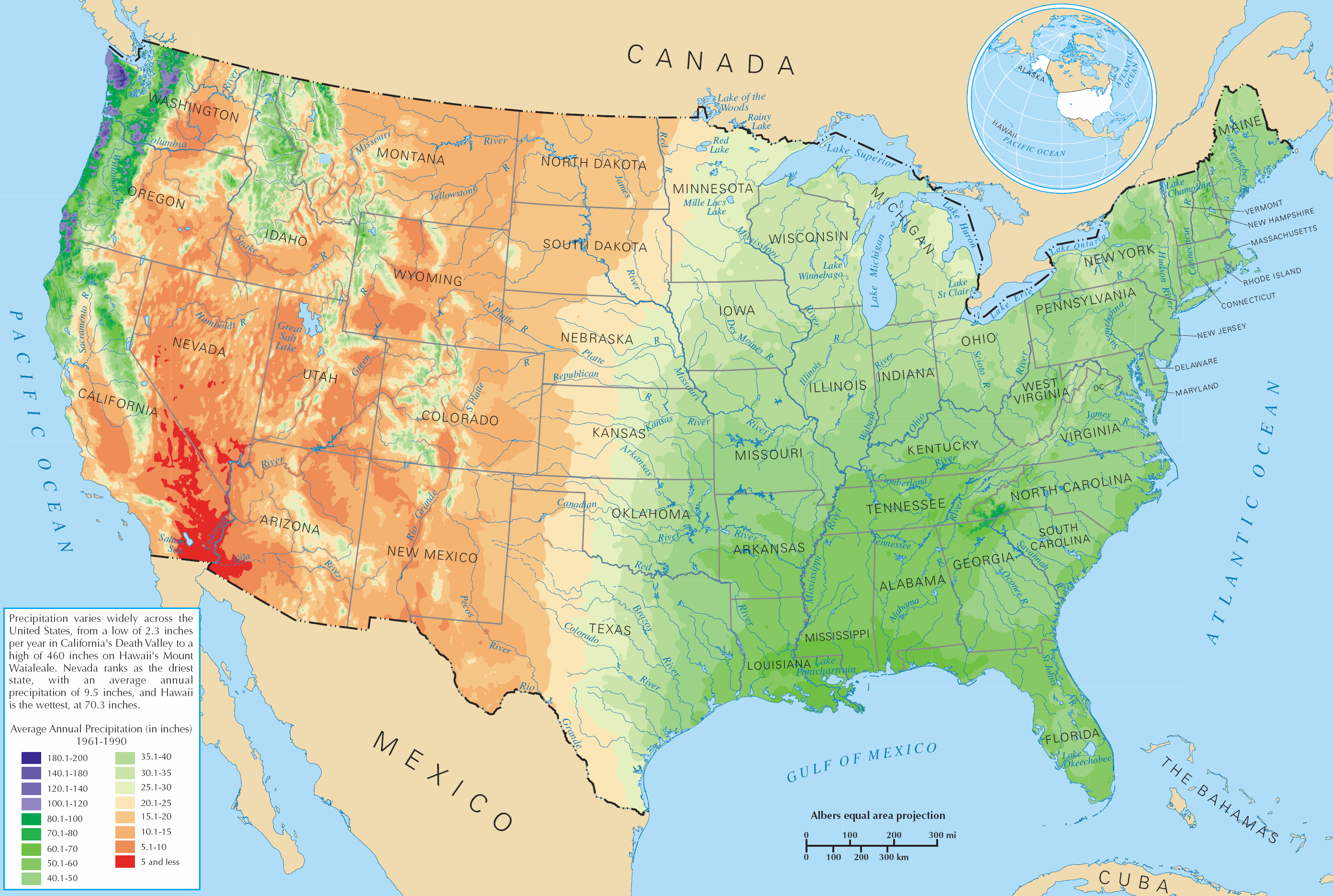
Průměrné srážky v USA.

Köppenova klasifikáce podnebí USA

Podnebí Spojených států amerických je velmi různorodé. Obzvláště celá střední část USA je náchylná k extrémním výkyvům počasí, protože je zde od Karibiku po Severní Dakotu rovina, a tak nic nebrání prudkým přesunům větrů ze severu na jih a naopak. Západní pobřeží se zase vyznačuje mírnějším počasím, které je ale směrem na jih od Seattlu sušší a teplejší. Naopak na východním pobřeží mohou být zimy dost studené. Největrnější je středozápad, což je hluboké vnitrozemí, průměrná roční rychlost větru je tam 5-6 m/s, jinak na většině území je to mezi 2,5 až 4 m/s. Nejméně větrná oblast je východní Kalifornie, kde je to 2 m/s.[zdroj⁠?!] Amplituda průměrných měsíčních teplot v roce (rozdíl mezi průměrnou měsíční teplotou nejchladnějšího a nejteplejšího měsíce) je od 10 °C v teplotně nejstálejších oblastech na západním pobřeží až po 35 °C v těch teplotně nejméně stálých hluboko ve vnitrozemí. Teplotně nejstálejší je však Havaj, kde je kvůli tropickému podnebí tento rozdíl jen 4 °C.

## Západní pobřeží
Západní pobřeží se vyznačuje mírnými zimami a teplými léty (nejvyšší maxima mezi 30 – 40 °C. Zimy jsou většinou velmi deštivé, oblačné a mírné se vzácným sněžením (několik dní v roce) a slabými mrazy. V Kalifornii, celoročně přetrvává slunečné a teplé počasí jako ve Středomoří. Směrem do podhůří Kordiler srážek velmi rychle přibývá a to způsobuje samozřejmě zmírnění teplot a toto počasí velmi vyhovuje nejvyšším stromům na Zemi Sekvojím. Směrem na jih od Seattlu srážek a oblačnosti rychle ubývá a nejvíce sucho je u hranic s mexikem (San Diego).

### Příklady
| Město                      | Průměrná měsíční teplota v Lednu, °C | Průměrná měsíční teplota v Červenci, °C | Průměrná roční teplota, °C | Nejvyšší naměřená teplota, °C | Nejnižší naměřená teplota, °C | Množství srážek za rok, mm |
| -------------------------- | ------------------------------------ | --------------------------------------- | -------------------------- | ----------------------------- | ----------------------------- | -------------------------- |
| Seattle (Washington)       | 5,6                                  | 18,7                                    | 11,4                       | 39                            | -18                           | 950                        |
| San Francisco (Kalifornie) | 10,7                                 | 16,4                                    | 14,1                       | 39                            | -3                            | 600                        |
| San Diego (Kalifornie)     | 14,2                                 | 21,4                                    | 17,8                       | 44                            | -2                            | 262,4                      |

## Kordilery
Výrazně vlhký je jen západní okraj pohoří, jinak plošiny a především údolí (z nich je nejsušší údolí smrti) v tomto pohoří patří k nejsušším oblastem USA. V těchto oblastech jsou především pouště a polopouště a je zde i velmi známá Arizonská poušť. Suché podnebí zároveň napomáhá velkým výkyvům teplot a tak například v údolí smrti, kde v létě může být až 50 °C může v zimě ležet na zemi několik centimetrů sněhu a být slabý mráz. V létě je nejčastěji mezi 30 °C-40 °C v odpoledních hodinách a nejnižší zimní teploty klesají na -10 °C až -20 °C. Obvyklé je, že jsou dlouhá období sucha a pak přijdou silné deště, které mohou krátkodobě způsobit i záplavy a tamní příroda oživne.

### Příklady
| Město                                             | Průměrná měsíční teplota v Lednu, °C | Průměrná měsíční teplota v Červenci, °C | Průměrná roční teplota, °C | Nejvyšší naměřená teplota, °C | Nejnižší naměřená teplota, °C | Množství srážek za rok, mm |
| ------------------------------------------------- | ------------------------------------ | --------------------------------------- | -------------------------- | ----------------------------- | ----------------------------- | -------------------------- |
| Death Valley — Furnace Creek Station (Kalifornie) | 11,9                                 | 39                                      | 25,1                       | 57                            | -9                            | 60                         |
| Salt Lake City (Utah)                             | −1,3                                 | 26,1                                    | 11,6                       | 42                            | -34                           | 408                        |
| Spokane (Washington)                              | -1,36                                | 20,92                                   | 8,95                       | 42                            | -34                           | 420                        |

## Středozápad (Texas až Severní Dakota)
Toto území je na západě velmi suché, ale směrem na východ srážek přibývá. V této oblasti je počasí nejdivočejší, protože nic nebrání pohybu větrů z jihu na sever a od pobřeží Karibiku a po hranici s Kanadou je rovina. V Texasu může být v zimě jeden týden odpoledne 20 °C a další týden, kdy se větry otočí může sněžit. Třeba v Severní Dakotě dosahují letní horka 35 °C a zimní teploty naopak klesají k -30 °C. Směrem na jih mrazy zeslabují a na pobřeží Karibiku nejsou mrazy obvyklé, letní počasí je na jihu v průměru teplejší a nejvyšší teploty na jihu ve vnitrozemí v létě dosahují okolo 40 °C. Středozápad také často trpí silnými konvenčními bouřemi a patří k místům s nejčastějším výskytem tornád na světě. Dříve zde byly rozlehlé stepi, ale dnes jsou zde výhradně pole a celá oblast je extrémně využívaná k zemědělství. Zvláštní klima se vyskytuje při jižním pobřeží Velkých jezer, kde se projevuje na teplotách jejich zmírnující vliv a také sněhový efekt.

### Příklady
| Město                     | Průměrná měsíční teplota v Lednu, °C | Průměrná měsíční teplota v Červenci, °C | Průměrná roční teplota, °C | Nejvyšší naměřená teplota, °C | Nejnižší naměřená teplota, °C | Množství srážek za rok, mm |
| ------------------------- | ------------------------------------ | --------------------------------------- | -------------------------- | ----------------------------- | ----------------------------- | -------------------------- |
| Bismarck (Severní Dakota) | −10,7                                | 21,7                                    | 6,7                        | 46                            | -43                           | 452                        |
| Denver (Colorado)         | −4,4                                 | 19,15                                   | 6,27                       | 41                            | -34                           | 380                        |
| Oklahoma City (Oklahoma)  | 4                                    | 28,35                                   | 16,35                      | 45                            | -27                           | 927                        |
| Houston (Texas)           | 11,7                                 | 29,1                                    | 21                         | 43                            | -15                           | 1263                       |

## Severovýchod
Severovýchod má deštivější a příznivější klima než středozápad a směrem na východ k pobřeží přibývají lesy. Ani zde nejsou teploty nijak mírné, ale nejsou tak extrémní jako na středozápadě. Především zimní mrazy jsou výrazně mírnější.

### Příklady
| Město                 | Průměrná měsíční teplota v Lednu, °C | Průměrná měsíční teplota v Červenci, °C | Průměrná roční teplota, °C | Nejvyšší naměřená teplota, °C | Nejnižší naměřená teplota, °C | Množství srážek za rok, mm |
| --------------------- | ------------------------------------ | --------------------------------------- | -------------------------- | ----------------------------- | ----------------------------- | -------------------------- |
| Louisville (Kentucky) | 1,6                                  | 26,3                                    | 14,55                      | 42                            | -30                           | 1140                       |
| Augusta (Maine)       | -7,5                                 | 20,85                                   | 7,6                        | 38                            | -36                           | 1062                       |
| Newark (New Jersey)   | 0,35                                 | 24,7                                    | 12,75                      | 41                            | -26                           | 1268                       |

## Jihovýchod
Je dosti vlhký a horký, je zde hlavně subtropické klima. Slabší mrazy (obvykle do -10 °C) zde sice v zimě bývají, ale sníh je spíše vzácnost a na pobřeží Karibiku se prakticky nikdy nevyskytuje. Kvůli vlhkému počasí se zde velmi daří lesům, pokud nejsou také vykáceny a půda použita k zemědělským účelům jako ve většině USA. Největším problémem této oblasti jsou každoročně přicházející hurikány a stejně jako na Středozápadě také častá tornáda. Nejvyšší letní teploty jsou v rozmezí 30 – 40 °C.

### Příklady
| Město                | Průměrná měsíční teplota v Lednu, °C | Průměrná měsíční teplota v Červenci, °C | Průměrná roční teplota, °C | Nejvyšší naměřená teplota, °C | Nejnižší naměřená teplota, °C | Množství srážek za rok, mm |
| Memphis (Tennessee)  | 5,1                                  | 28,15                                   | 17,2                       | 42                            | -25                           | 1363                       |
| Montgomery (Alabama) | 8,2                                  | 27,8                                    | 18,5                       | 42                            | -21                           | 1344                       |

## Florida
Je zde celoročně horké počasí a vlhké počasí. Podnebí je subtropické až tropické. Florida a především její západní část trpí na hurikány které se každoročně vracejí v období od 1. června do 30. listopadu. V zimě se slabé mrazy vyskytují jen hluboko ve vnitrozemí a pravděpodobnost sněžení je téměř nulová.

### Příklady
| Město           | Průměrná měsíční teplota v Lednu, °C | Průměrná měsíční teplota v Červenci, °C | Průměrná roční teplota, °C | Nejvyšší naměřená teplota, °C | Nejnižší naměřená teplota, °C | Množství srážek za rok, mm |
| --------------- | ------------------------------------ | --------------------------------------- | -------------------------- | ----------------------------- | ----------------------------- | -------------------------- |
| Miami (Florida) | 20,1                                 | 28,9                                    | 25,08                      | 38                            | -3                            | 1572                       |
| Tampa (Florida) | 16                                   | 28,35                                   | 23                         | 37                            | -8                            | 1174                       |

## Aljaška
Na rozdíl od zbytku USA má subpolární a polární klima. Jen její výběžek na východě u Kanadských Kordiler má mírné oceánské klima a mnohem mírnější jsou teploty i na Aleutských ostrovech Na celém Tichooceánském pobřeží Aljašky jsou mrazy o mnoho mírnější než v kontinentálním USA (nedosahují ani -20 °C) ale směrem do vnitrozemí velmi rychle zesilují až na -40 °C. Léta nebývají nijak extra teplá a letní teploty dosahují ve vnitrozemí okolo 25 °C, na pobřeží Tichého oceánu 20 °C a na pobřeží Severního ledového oceánu a Aleutských ostrovech 10-15 °C. Na celém jižním pobřeží Aljašky je počasí velmi vlhké.

### Příklady
| Město                 | Průměrná měsíční teplota v Lednu, °C | Průměrná měsíční teplota v Červenci, °C | Průměrná roční teplota, °C | Nejvyšší naměřená teplota, °C | Nejnižší naměřená teplota, °C | Množství srážek za rok, mm |
| --------------------- | ------------------------------------ | --------------------------------------- | -------------------------- | ----------------------------- | ----------------------------- | -------------------------- |
| Kodiak (Aljaška)      | -1,2                                 | 12,4                                    | 4,9                        | 30                            | -27                           | 1914                       |
| Yellowknife (Aljaška) | -25,6                                | 17                                      | -4,3                       | 32,5                          | -51,2                         | 288                        |

## Havaj
Havajské ostrovy jsou nejteplejší a nejdeštivější částí USA. I v zimních nocích klesají teploty jen k 15 °C a nejvyšší denní teploty jsou obvykle mezi 25 °C až 35 °C. Mají tropické klima.

### Příklady
| Město            | Průměrná měsíční teplota v Lednu, °C | Průměrná měsíční teplota v Červenci, °C | Průměrná roční teplota, °C | Nejvyšší naměřená teplota, °C | Nejnižší naměřená teplota, °C | Množství srážek za rok, mm |
| ---------------- | ------------------------------------ | --------------------------------------- | -------------------------- | ----------------------------- | ----------------------------- | -------------------------- |
| Honolulu (Havaj) | 22,9                                 | 27,3                                    | 25,4                       | 35                            | 11                            | 433                        |

## Extrémy
Nejnižší teplota -62 °C byla naměřena na Aljašce a nejvyšší 57,1 °C v Údolí smrti. Nejvíce ročně (tím není myšlena výška sněhové pokrývky) sněhu napadne na Mount Rainier a to 17,58 m, rekord byl 28,96 m. Nejdeštivější místo v USA vyjma ostrovů patřících k USA je úpatí Kordiler na západním pobřeží kde v oblasti Quinaltského lesa spadne až 3480 mm srážek, ale na určitých místech Havaje spadne i přes 10000 mm a na vůbec nejdeštivějším místě 11684 mm. Nejsušší obydlené místo je Yuma, kde spadne jen 67 mm ročně, Údolí smrti je ještě sušší, tam spadne do 40 mm ročně. Vůbec nejvíce tornád je právě v USA v oblasti Středozápadu. Každoročně se vracející hurikány jsou velkým problémem hlavně Floridy a jihovýchodu a vždy způsobují velmi velké škody a výjimečně se může hurikán dostat až do severovýchodních oblastí jako třeba posledně hurikán Sandy v roce 2012. Nejrozsáhlejší záplavy byly v roce 1927 v okolí řeky Mississippi. Povodně se mohou vyskytovat paradoxně hlavně v vnitrozemských polopouštních oblastech Kordiler po silných přívalových deštích a severovýchod má zase vydatné sněžení. Suché oblasti na jihozápadě jsou také vystaveny vysokému riziku požárů.
| Rekordní teploty v USA | Rekordní teploty v USA | Rekordní teploty v USA | Rekordní teploty v USA | Rekordní teploty v USA | Rekordní teploty v USA | Rekordní teploty v USA | Rekordní teploty v USA | Rekordní teploty v USA | Rekordní teploty v USA | Rekordní teploty v USA | Rekordní teploty v USA | Rekordní teploty v USA | Rekordní teploty v USA |
|                        | leden                  | únor                   | březen                 | duben                  | květen                 | červen                 | červenec               | srpen                  | září                   | říjen                  | listopad               | prosinec               | rok                    |
| Absolutní maximum, °C  | 37                     | 41                     | 42                     | 48                     | 51                     | 54                     | 57                     | 53                     | 52                     | 47                     | 41                     | 28                     | 57                     |
| Absolutní minimum, °C  | -62                    | -59                    | -56                    | -46                    | -32                    | -18                    | -12                    | -15                    | -25                    | -44                    | -52                    | -58                    | -62                    |
| ---------------------- | ---------------------- | ---------------------- | ---------------------- | ---------------------- | ---------------------- | ---------------------- | ---------------------- | ---------------------- | ---------------------- | ---------------------- | ---------------------- | ---------------------- | ---------------------- |

## Galerie

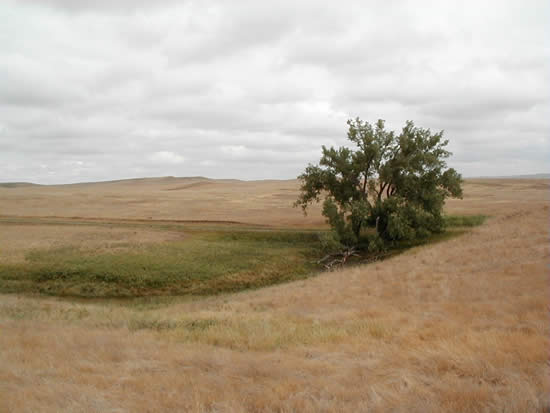
Suchá step v Severní Dakotě.
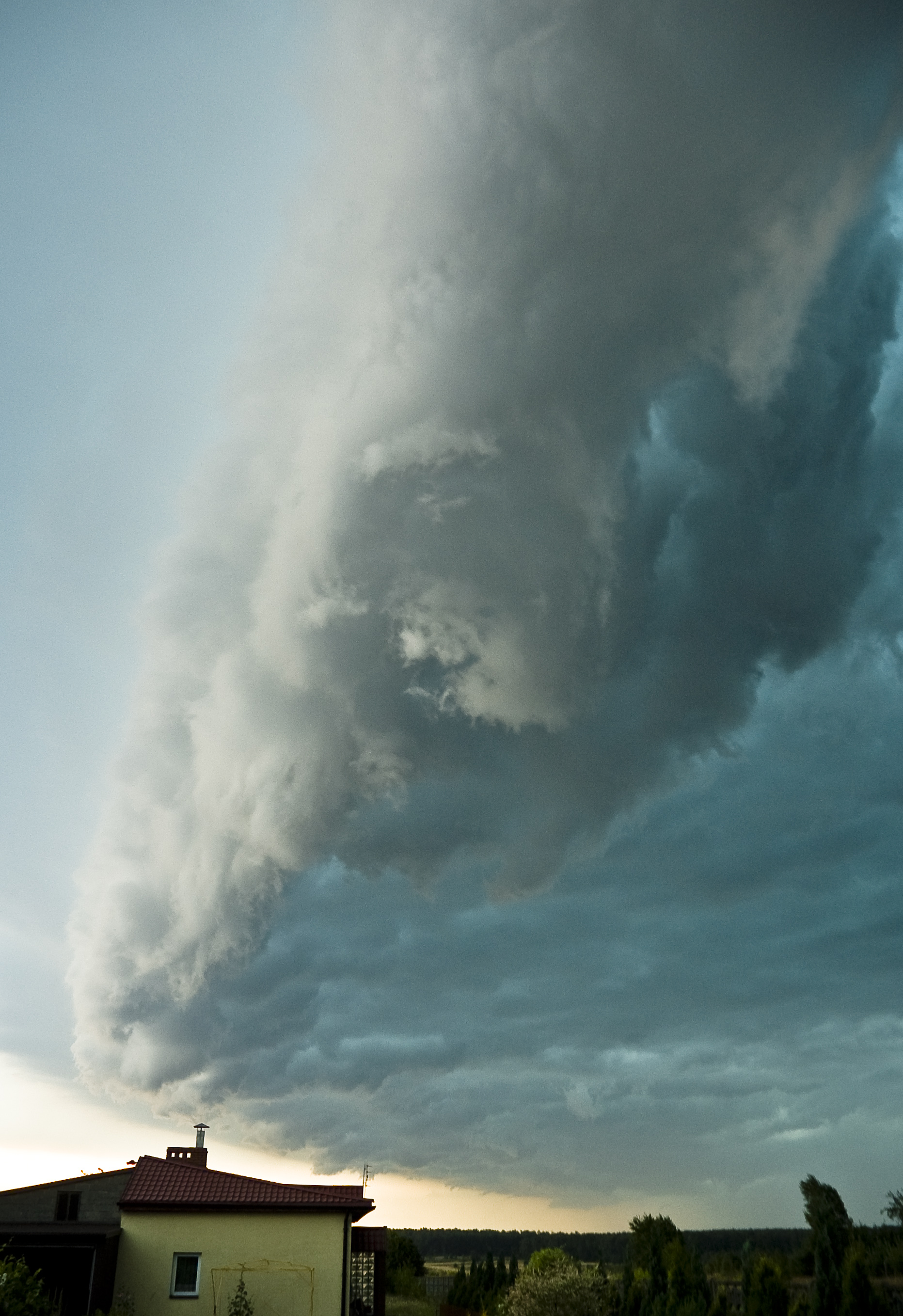
Supercela, častý typ bouřek na středozápadě..
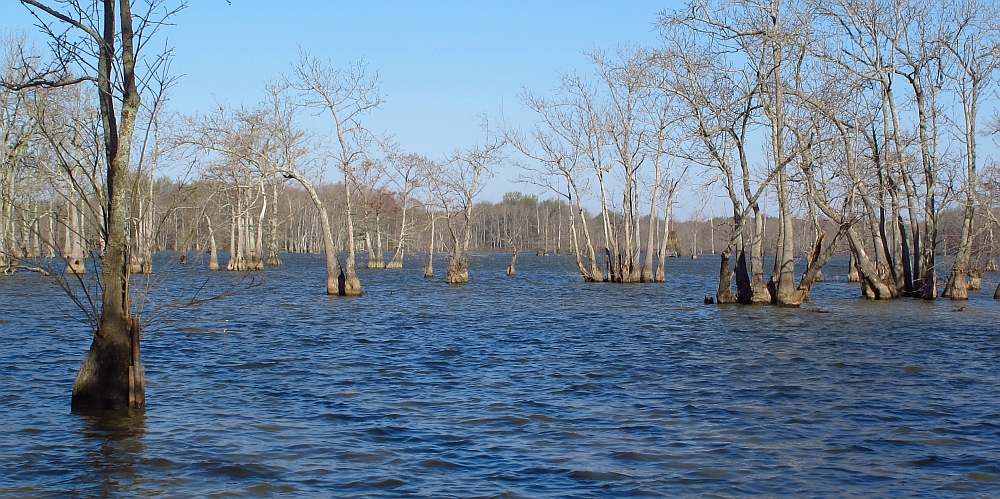
Zima v řece Mississippi.
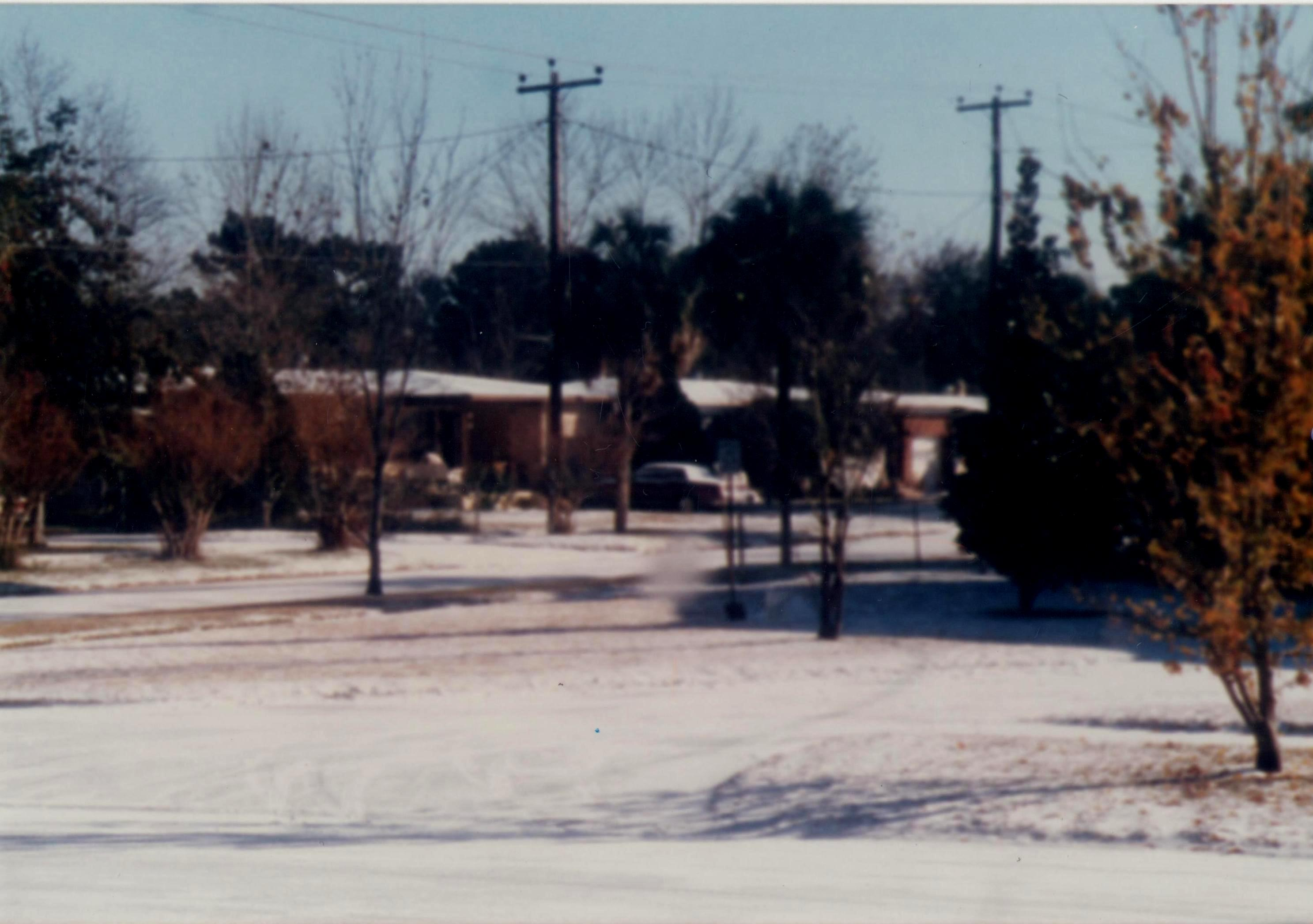
Sněhový poprašek v Jacksonville (Florida).
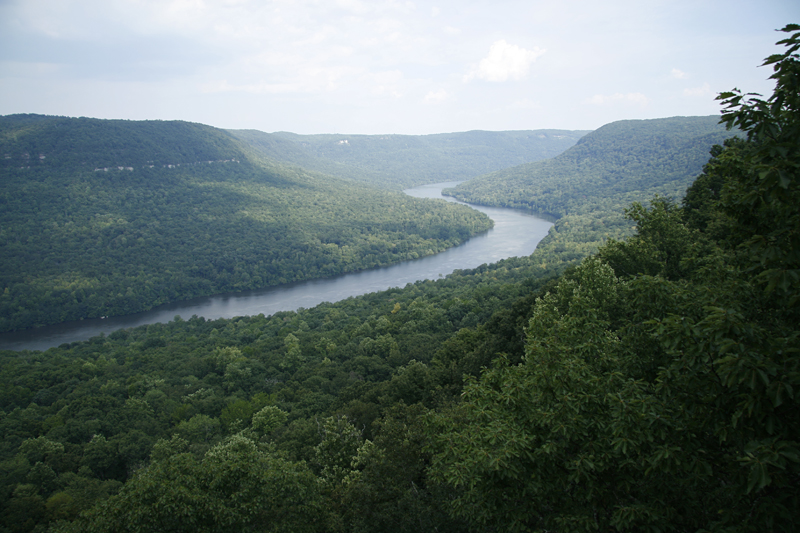
Na jihovýchodě jsou hlavně bujné listnaté opadavé lesy.
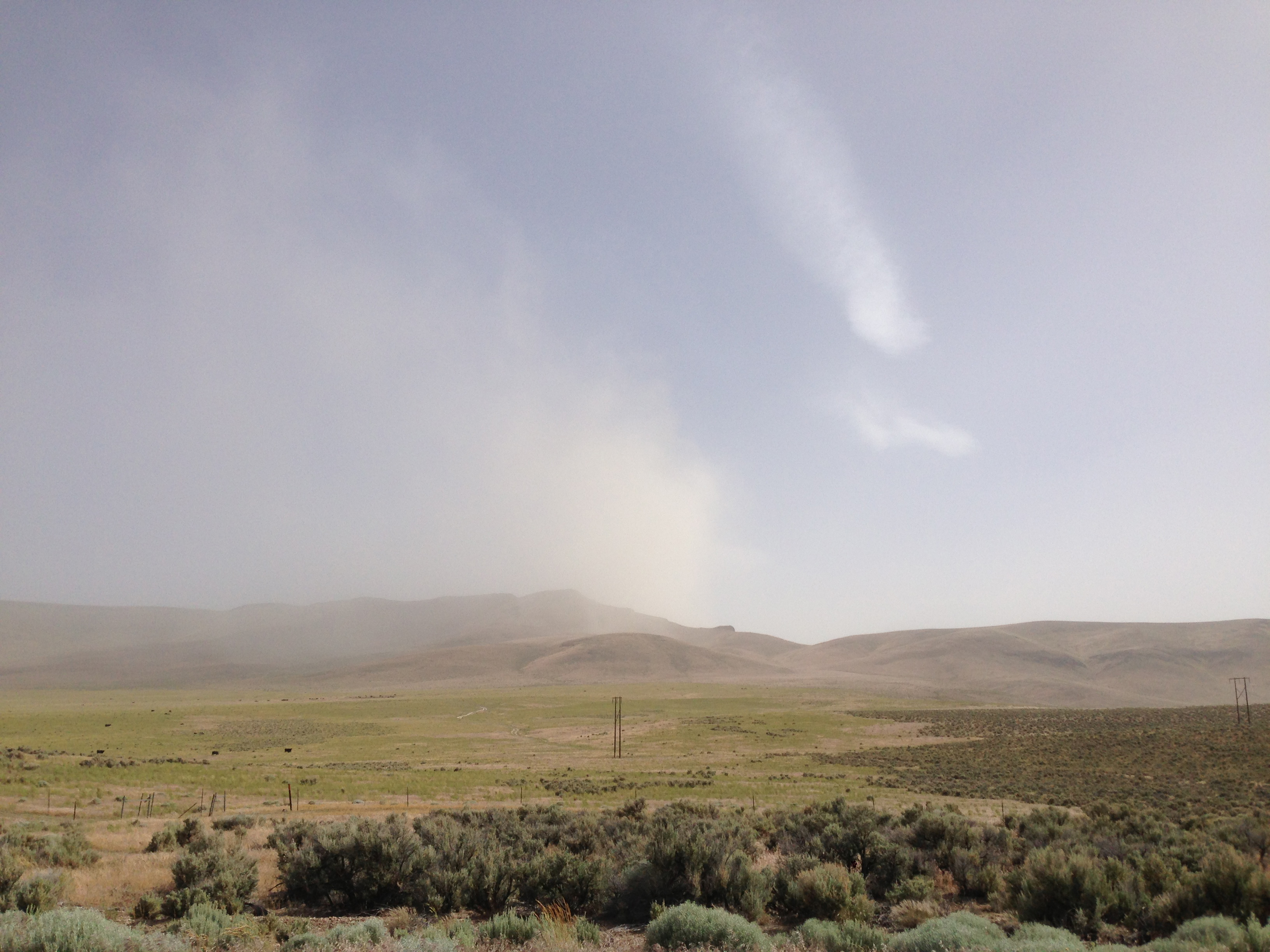
Vysoko do vzduchu rozvířený písek v Nevadské poušti.
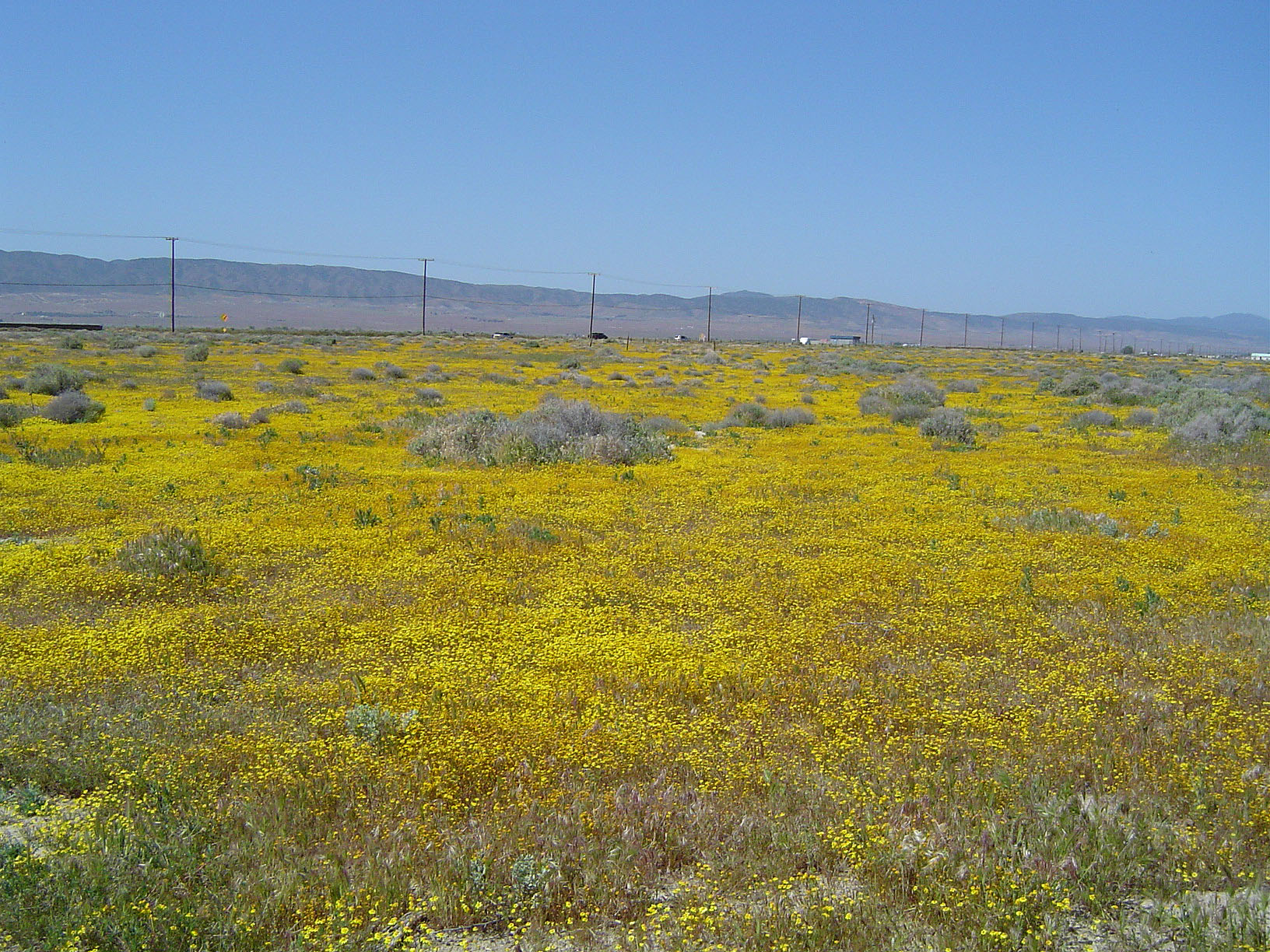
Jarní rozkvetlá poušť.
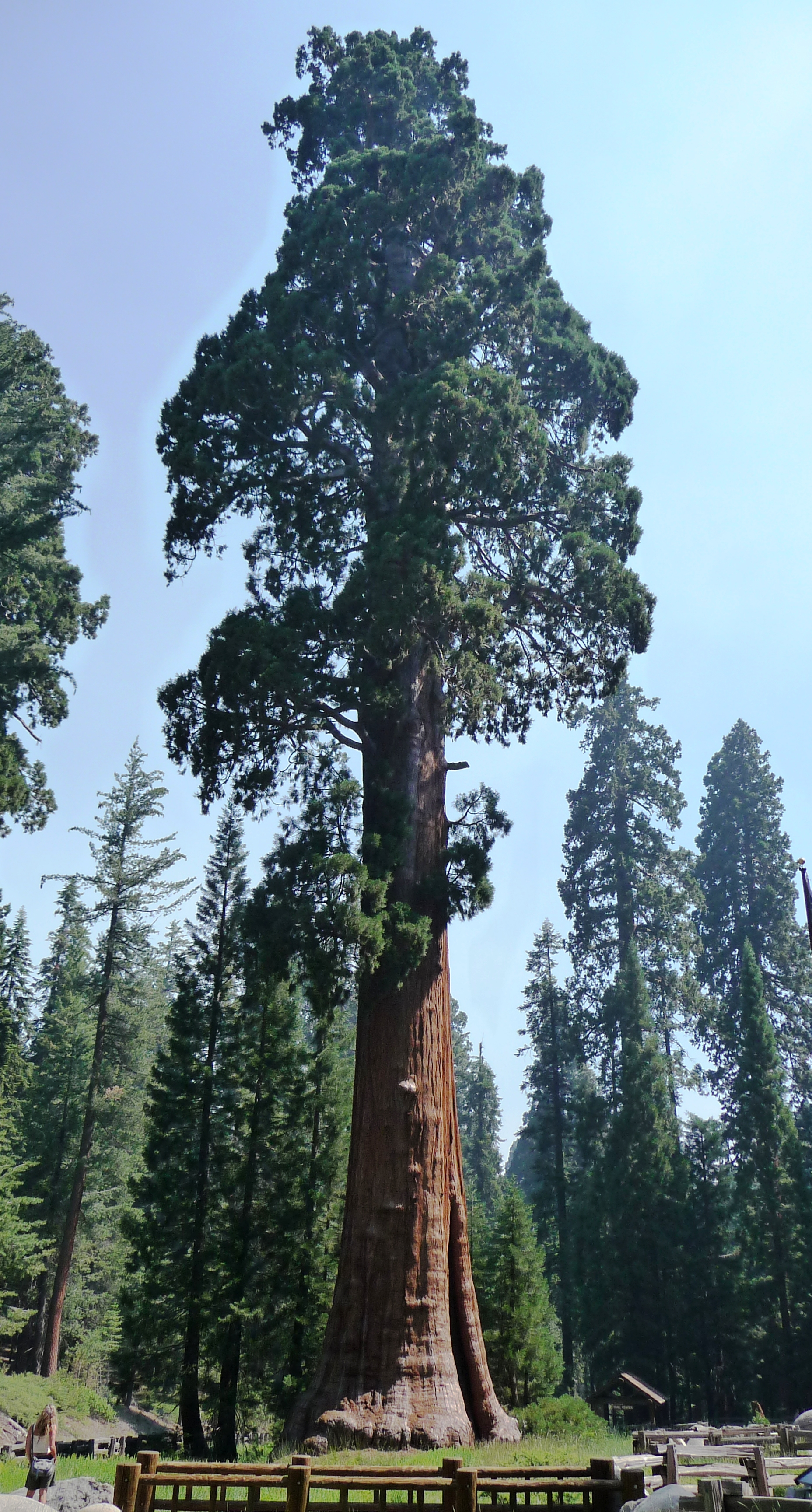
Počasí na západní straně Kordiler je velmi vlhké a mírné, to svědčí nejvyšším stromům (nad 100m) na světě (Sekvoj).
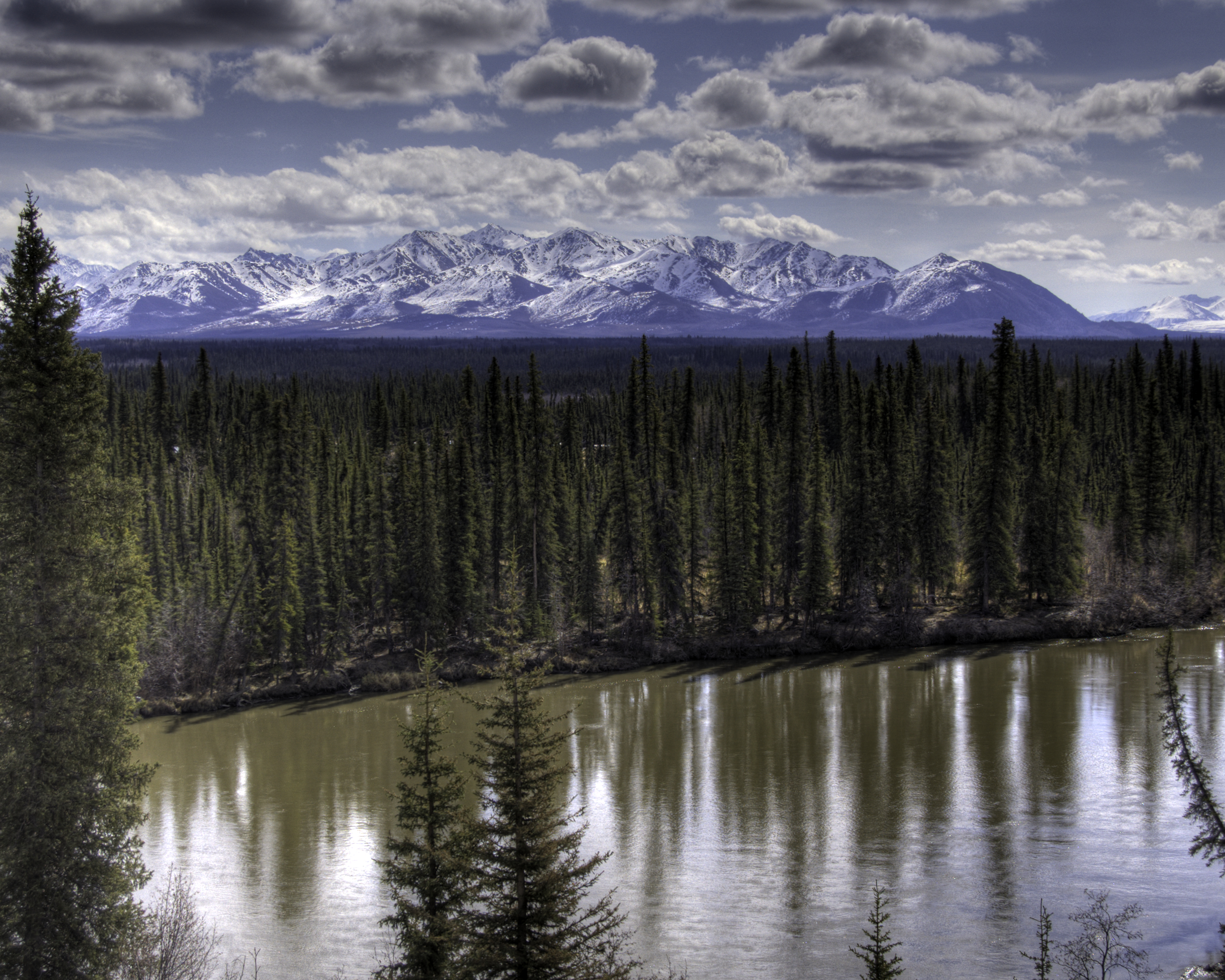
Aljašská krajina.